# Мохамед Абухаліма
Абухаліма Мохамед Аль-Саїд Абухаліма (араб. أبو حليمة محمد السعيد عبد الله ابو حليمة; нар. 19 листопада 1993, Александрія) — єгипетський борець греко-римського стилю, чотириразовий чемпіон Африки, бронзовий призер Середземноморського чемпіонату, учасник Олімпійських ігор.

## Життєпис
Боротьбою почав займатися з 2000 року.
Виступав за спортивний клуб армії, Александрія. Тренер — Камаль Абду Алі (з 2000).

## Спортивні результати на міжнародних змаганнях

### Виступи на Олімпіадах
| Змагання                    | Збірна | Вагова категорія                 | Місце |
| --------------------------- | ------ | -------------------------------- | ----- |
| Літні Олімпійські ігри 2012 | Єгипет | греко-римська боротьба, до 55 кг | 14    |

### Виступи на Чемпіонатах світу
| Змагання                        | Збірна | Вагова категорія                 | Місце |
| ------------------------------- | ------ | -------------------------------- | ----- |
| Чемпіонат світу з боротьби 2017 | Єгипет | греко-римська боротьба, до 66 кг | 32    |

### Виступи на Чемпіонатах Африки
| Змагання                         | Збірна | Вагова категорія                 | Місце  |
| -------------------------------- | ------ | -------------------------------- | ------ |
| Чемпіонат Африки з боротьби 2012 | Єгипет | греко-римська боротьба, до 60 кг | Золото |
| Чемпіонат Африки з боротьби 2016 | Єгипет | греко-римська боротьба, до 71 кг | Золото |
| Чемпіонат Африки з боротьби 2017 | Єгипет | греко-римська боротьба, до 66 кг | Золото |
| Чемпіонат Африки з боротьби 2020 | Єгипет | греко-римська боротьба, до 72 кг | Золото |

### Виступи на Середземноморських чемпіонатах
| Змагання                                     | Збірна | Вагова категорія                 | Місце  |
| -------------------------------------------- | ------ | -------------------------------- | ------ |
| Середземноморський чемпіонат з боротьби 2012 | Єгипет | греко-римська боротьба, до 55 кг | Бронза |

### Виступи на інших змаганнях
| Змагання                                                       | Збірна | Вагова категорія                 | Місце  |
| -------------------------------------------------------------- | ------ | -------------------------------- | ------ |
| Олімпійський кваліфікаційний турнір з боротьби 2012 (Марракеш) | Єгипет | греко-римська боротьба, до 55 кг | Золото |
| Кубок Азовмаша 2012                                            | Єгипет | греко-римська боротьба, до 55 кг | 5      |
| Кубок Владислава Пітласинські 2012                             | Єгипет | греко-римська боротьба, до 55 кг | Срібло |
| Гран-прі Іспанії з боротьби 2012                               | Єгипет | греко-римська боротьба, до 55 кг | Золото |
| Золотий Гран-прі з боротьби 2013 (Сомбатгей)                   | Єгипет | греко-римська боротьба, до 55 кг | Бронза |
| Літня Універсіада 2013                                         | Єгипет | греко-римська боротьба, до 60 кг | 11     |
| Турнір Ібрагіма Мустафи 2013                                   | Єгипет | вільна боротьба, до 60 кг        | Золото |
| Арабський чемпіонат з боротьби 2018                            | Єгипет | греко-римська боротьба, до 67 кг | Золото |
| Турнір Ібрагіма Мустафи 2018                                   | Єгипет | греко-римська боротьба, до 67 кг | Золото |
| Меморіал Олега Караваєва 2019                                  | Єгипет | греко-римська боротьба, до 67 кг | Бронза |
| Турнір Ібрагіма Мустафи 2019                                   | Єгипет | греко-римська боротьба, до 67 кг | Золото |
| Арабський чемпіонат з боротьби 2019                            | Єгипет | греко-римська боротьба, до 67 кг | Золото |
| Меморіал Маттео Пелліконе 2020                                 | Єгипет | греко-римська боротьба, до 67 кг | Срібло |
| Турнір Ібрагіма Мустафи 2021                                   | Єгипет | греко-римська боротьба, до 67 кг | Бронза |
| Арабський чемпіонат з боротьби 2021                            | Єгипет | греко-римська боротьба, до 67 кг | Золото |
| Турнір Ібрагіма Мустафи 2022                                   | Єгипет | греко-римська боротьба, до 72 кг | Золото |

### Виступи на змаганнях молодших вікових груп
| Змагання                                       | Збірна | Вагова категорія                 | Місце  |
| ---------------------------------------------- | ------ | -------------------------------- | ------ |
| Чемпіонат Африки з боротьби серед юніорів 2011 | Єгипет | греко-римська боротьба, до 50 кг | Золото |
| Чемпіонат світу з боротьби серед юніорів 2012  | Єгипет | греко-римська боротьба, до 55 кг | 11     |